# Джезказганский областной комитет КП Казахстана
Джезказганский областной комитет КП Казахстана — региональный орган партийного управления в Казахской ССР в 1973—1991 годах.

## Описание
Джезказганская область в составе Казахской ССР была образована 20 марта 1973 года из южной части Карагандинской области. Центр — г. Джезказган.
8 сентября 1992 переименована в Жезказганскую область.

## Первые секретари Джезказганского обкома КП Казахстана
- 04.1973-11.1982 Лосев, Константин Семёнович
- 11.1982-23.01.1988 Давыдов Николай Григорьевич
- 23.01.1988-29.12.1990 Ёжиков-Бабаханов, Евгений Георгиевич
- 29.12.1990-7.09.1991 Груздев, Юрий Владимирович